# Olavi Laiho
Mauno Olavi Laiho (Halikko, 27 ottobre 1907 – Oulu, 2 settembre 1944) è stato un militare finlandese, l'ultimo ad essere stato giustiziato in Finlandia.

## Biografia
Olavi Laiho fu il figlio di un contadino di Halikko. Egli venne in contatto con il comunismo in giovane età e divenne un attivo membro del Partito Comunista Finlandese. Si trasferì a Turku, dove lavorò come costruttore di edifici. Durante la guerra di continuazione, Laiho fu arruolato nella Marina Militare Finlandese in qualità di privato. Laiho disertò e si trasferì clandestinamente vicino a Turku, dove lavorò attivamente come spia per l'Unione Sovietica e aiutò altri disertori.
Laiho fu catturato all'inizio del 1944 e condannato a morte da una corte militare per diserzione, spionaggio e alto tradimento. Venne fucilato dalla polizia militare il 2 settembre 1944 ad Oulu, due giorni prima dell'armistizio. Laiho fu l'ultimo finlandese ad essere giustiziato in Finlandia e l'ultimo finlandese ad essere giustiziato per un crimine militare. Un gruppo di tre infiltrati sovietici furono fucilati il giorno dopo per spionaggio. Nel 1945, tutte le condanne a morte furono convertite in ergastoli.